# سرفيل أنطرسكي رقيق
سرفيل أنطرسكي رقيق (الاسم العلمي:Anthriscus tenerrima) هو نوع من النباتات يتبع جنس السرفيل الأنطرسكي من الفصيلة الخيمية.